# Irving W. Drew

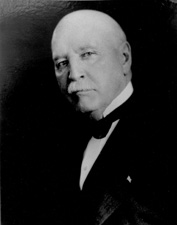
Irving W. Drew

Irving Webster Drew (* 8. Januar 1845 in Colebrook, Coos County, New Hampshire; † 10. April 1922 in Montclair, New Jersey) war ein US-amerikanischer Politiker, der den Bundesstaat New Hampshire im US-Senat vertrat.

## Leben
Nach dem Besuch einer Privatschule im Sullivan County graduierte Drew 1870 am Dartmouth College in Hanover. Er studierte Jura in Lancaster und begann dort 1871 nach seiner Aufnahme in die Anwaltskammer auch als Jurist zu arbeiten. Später war er im Bank- und im Eisenbahngewerbe tätig. 1876 trat er der Nationalgarde von New Hampshire bei und diente dort drei Jahre lang im Rang eines Majors.

## Politik
Ursprünglich gehörte Irving Drew der Demokratischen Partei an, für die er 1883 in den Senat von New Hampshire gewählt wurde. Seine dortige Amtszeit endete im folgenden Jahr. 1896 verließ er die Demokraten und trat den Republikanern bei. 1902 und 1912 war er Delegierter zum Verfassungskonvent für New Hampshire.
Nach dem Tod von US-Senator Jacob Harold Gallinger am 17. August 1918 wurde Drew durch Gouverneur Henry W. Keyes zu dessen kommissarischem Nachfolger im Kongress bestimmt. Er vertrat seinen Staat nur vom 2. September 1918 bis zum 5. November desselben Jahres in Washington. Bei der Wahl eines Nachfolgers, die schließlich George H. Moses für sich entschied, wurde Irving Drew nicht in Betracht gezogen.